# Wetter (Melle)
Wetter ist ein Ortsteil der Stadt Melle im Landkreis Osnabrück in Niedersachsen. Der Ort bildete bis 1972 eine Gemeinde im damaligen Landkreis Melle und gehört heute zum Meller Stadtteil Buer.

## Geographie
Der Ortsteil erstreckt sich im Süden des Stadtteils Buer und ist nur dünn besiedelt. Siedlungsschwerpunkte sind das kleine Dorf Wetter sowie die Siedlungen Osteresch und Kottebrink. Am südlichen Rand des Ortsteils verläuft die Else.

## Geschichte
Die Bauerschaft Wetter gehörte bis zu den Napoleonischen Kriegen zum Amt Grönenberg des Hochstifts Osnabrück. Von 1807 bis 1810 gehörte Wetter zum Kanton Buer des napoleonischen Satellitenstaats Königreich Westphalen. Von 1811 bis 1813 gehörte der Ort unmittelbar zu Frankreich und dort zur Mairie Buer im Arrondissement Osnabrück des Departements der Oberen Ems. 1814 kam Wetter zum Königreich Hannover und gehörte dort wieder zum Amt Grönenberg. 1867 fiel Wetter mit dem gesamten Königreich Hannover an Preußen und seit 1885 gehörte die Gemeinde zum Landkreis Melle. Innerhalb des Landkreises Melle gehörte Wetter zur Samtgemeinde Buer. Am 1. Juli 1972 wurde Wetter im Rahmen der Gebietsreform in Niedersachsen Teil der Stadt Melle.

## Einwohnerentwicklung

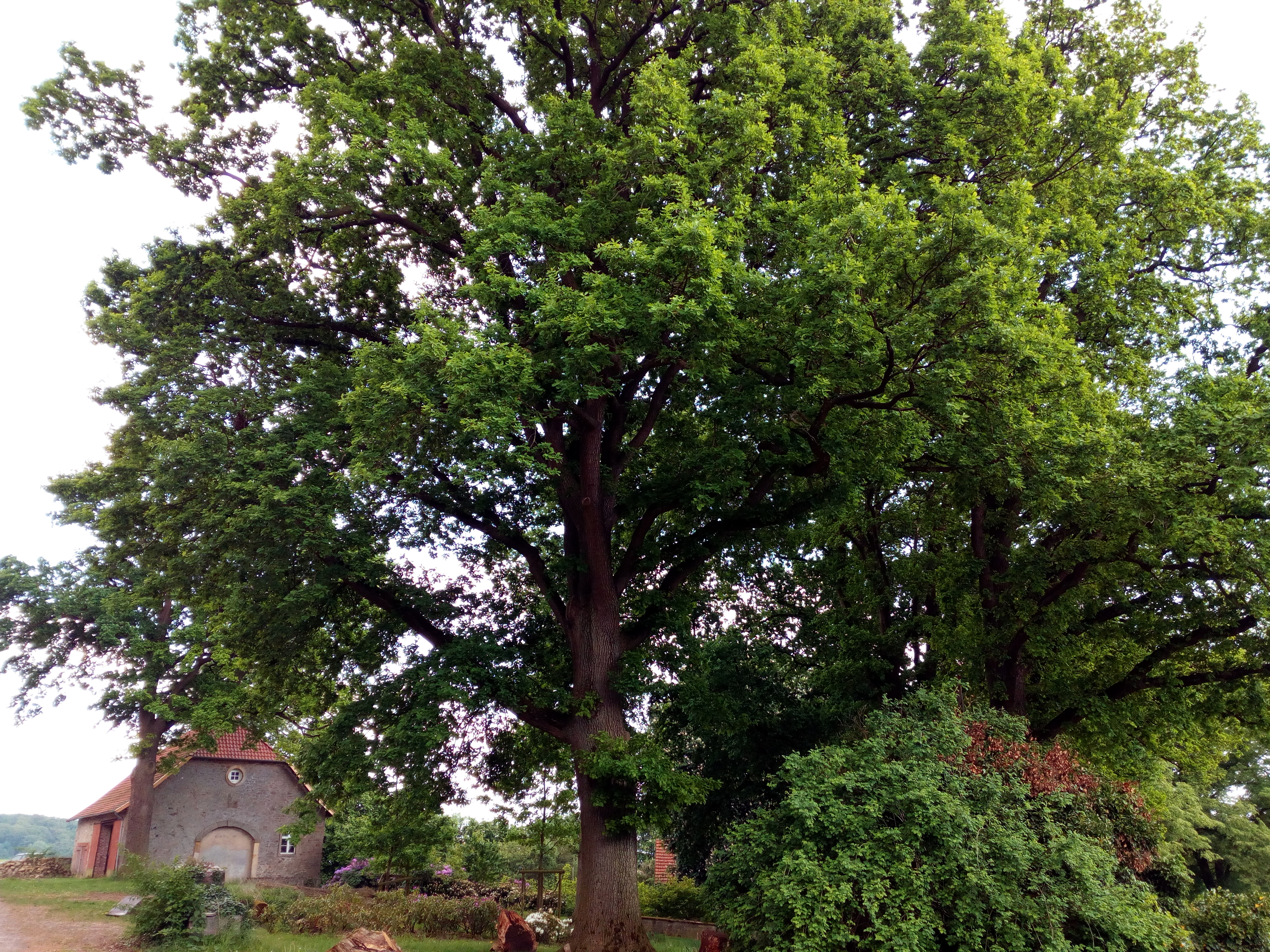
Die „Wettereiche“

| Jahr | Einwohner | Quelle |
| ---- | --------- | ------ |
| 1871 | 261       | [ 2 ]  |
| 1910 | 199       | [ 3 ]  |
| 1939 | 162       | [ 4 ]  |
| 1950 | 269       | [ 5 ]  |
| 1961 | 264       | [ 5 ]  |
| 1970 | 265       | [ 5 ]  |

## Naturdenkmale
In Wetter sind die Wettereiche an der Meller Straße 138 sowie zwei Linden Naturdenkmale.